# Каширське (Воронезька область)
Каширське (рос. Каширское) — село, адміністративний центр Каширському районі Воронезької області Російської Федерації.
Населення становить 4342  особи. Входить до складу муніципального утворення Каширське сільське поселення.

## Історія
Населений пункт розташований у межах українського краю Східної Слобожанщини.
Від 1977 року належить до Каширського району Воронезької області.
Згідно із законом від 15 жовтня 2004 року входить до складу муніципального утворення Каширське сільське поселення.

## Населення
| 1979 | 1989  | 2002  | 2010  |
| ---- | ----- | ----- | ----- |
| 4297 | ↗4795 | ↘4628 | ↘4342 |